# HipHopHuis
Het HipHopHuis is een zelfstandige stichting die zich richt op het bevorderen van de hiphop-cultuur in de Nederlandse plaats Rotterdam, en omstreken. Zij werken vanuit vier basiselementen van HipHop: Graffiti, DJ-ing, rap en breakdance.
Het initiatief is in 2002 genomen door Bennie Semil, choreografe Lloyd Marengo en Aruna Vermeulen samen met de SKVR. Het is met steun van de toenmalige Rotterdamse Kunststichting tot stand gebracht, en diens opvolger, de Rotterdamse Raad voor Kunst en Cultuur, heeft deze steun gecontinueerd.
Het Hiphophuis heeft zich ontwikkeld tot een dans-, cursus- en ontmoetingscentrum. Het doet ook mee in muziek- en kunstfestivals, zoals bij Motel Mozaïque in 2011.
Het HipHopHuis wordt bestuurd door de zelfstandige Stichting HipHopHuis Holland. Naast de inkomsten uit activiteiten draait het HipHopHuis op enige subsidies. Met een gemeentelijke subsidie van zo'n 485.000 euro per jaar (2017) behoort de stichting tot de grotere spelers in de Rotterdamse cultuursector.

## Galerij

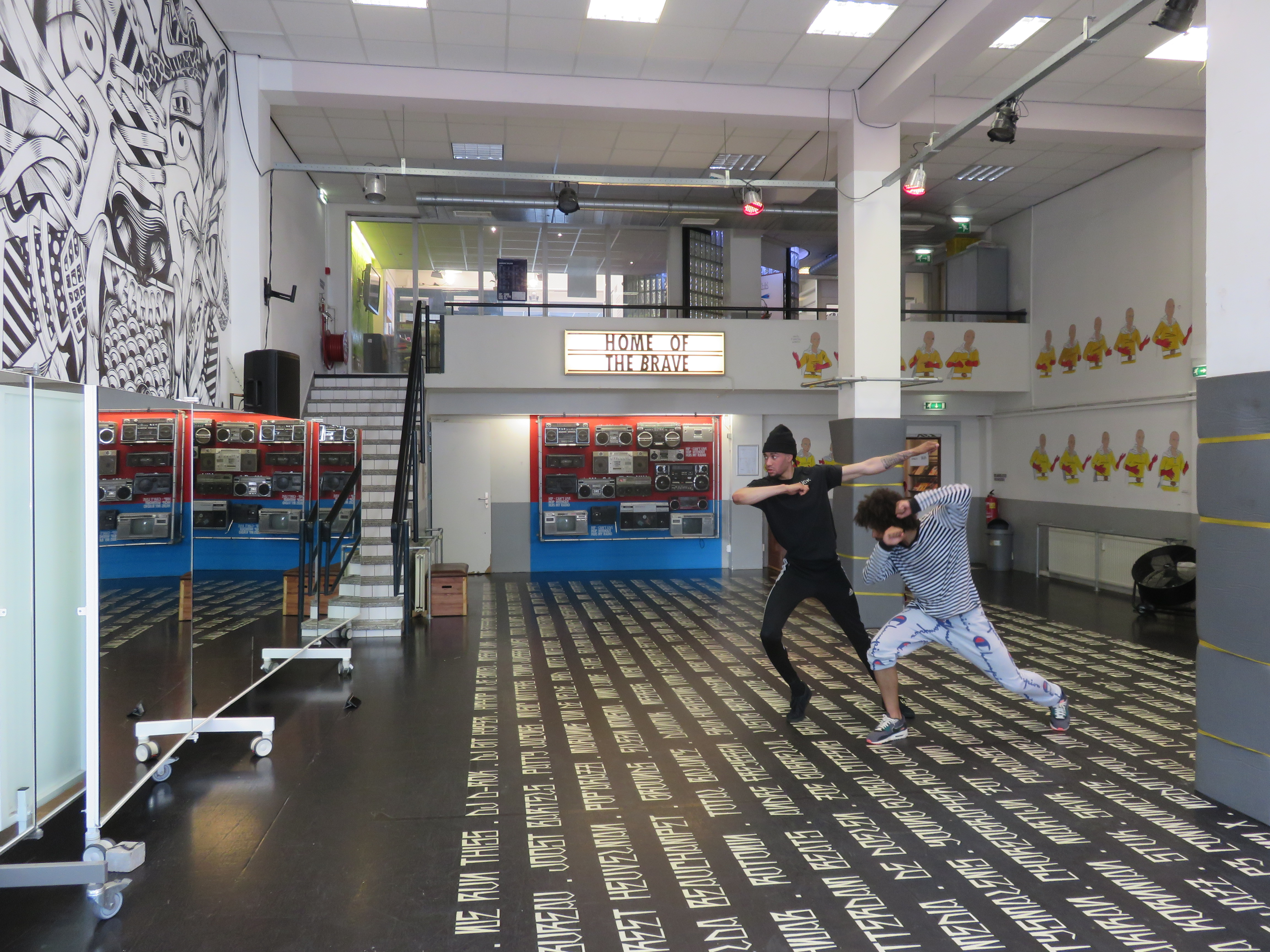
HipHopHuis, grote zaal, 2019
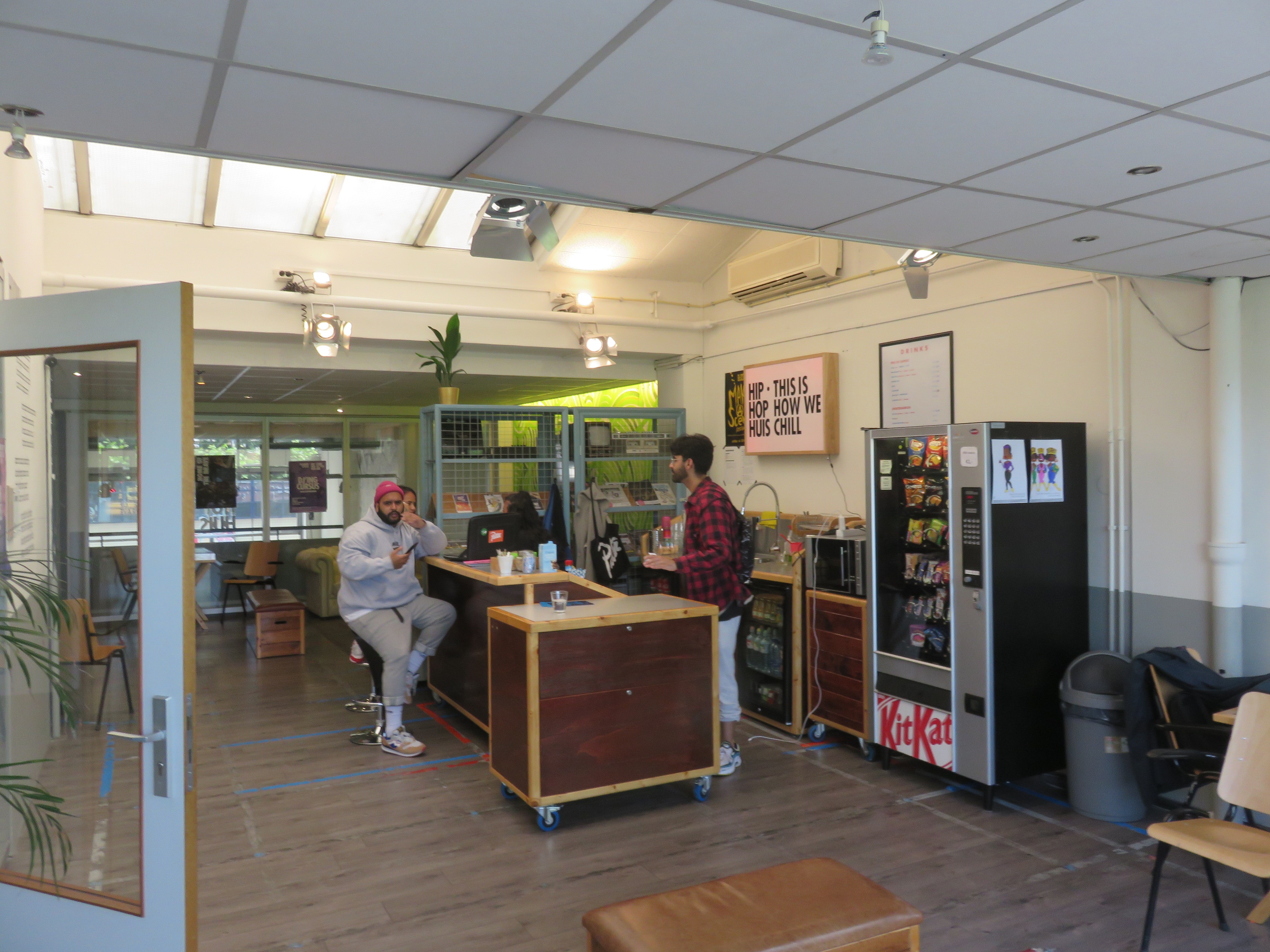
HipHopHuis bar, 2019
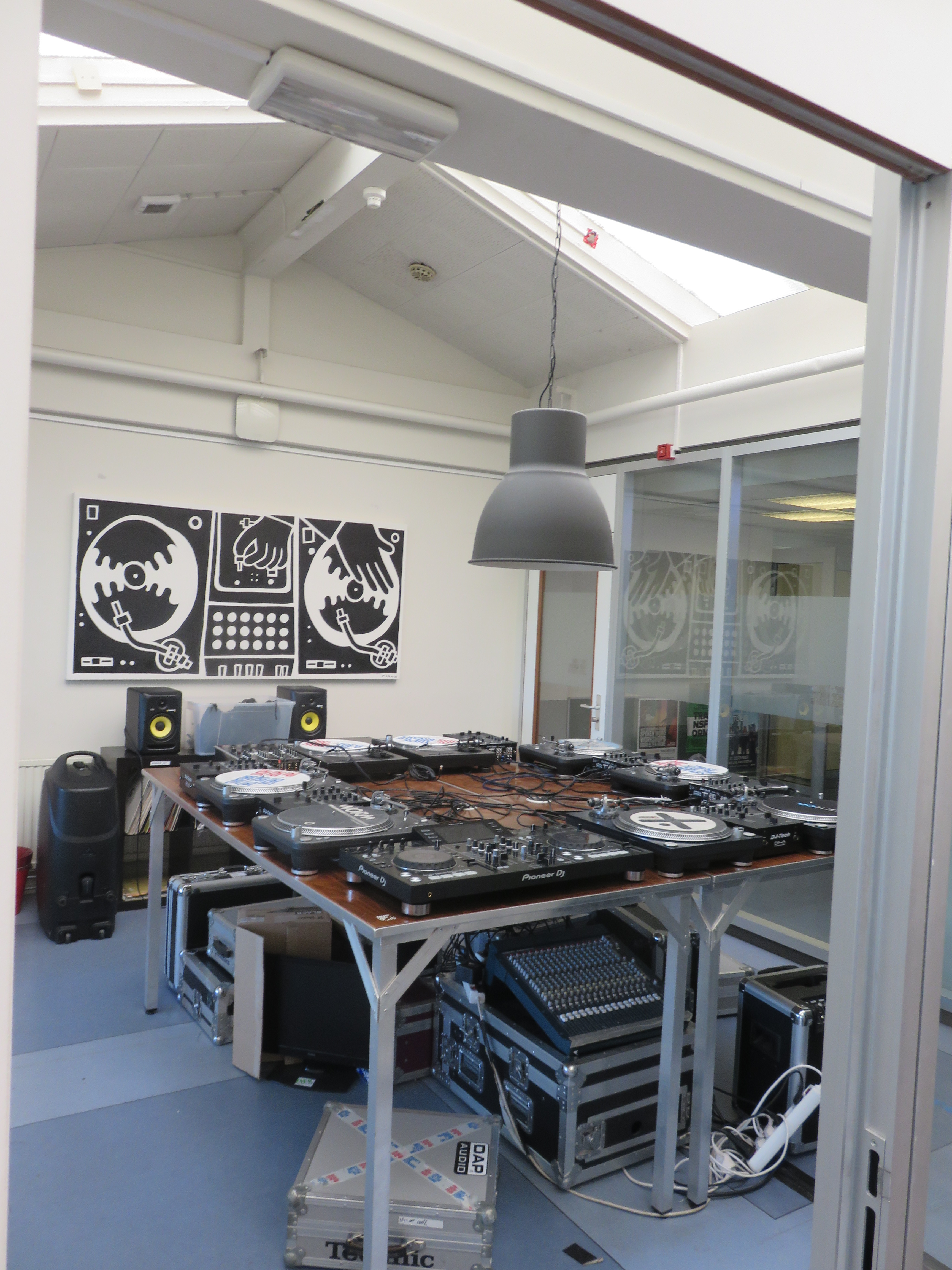
HipHopHuis DJ-ing ruimte, 2019
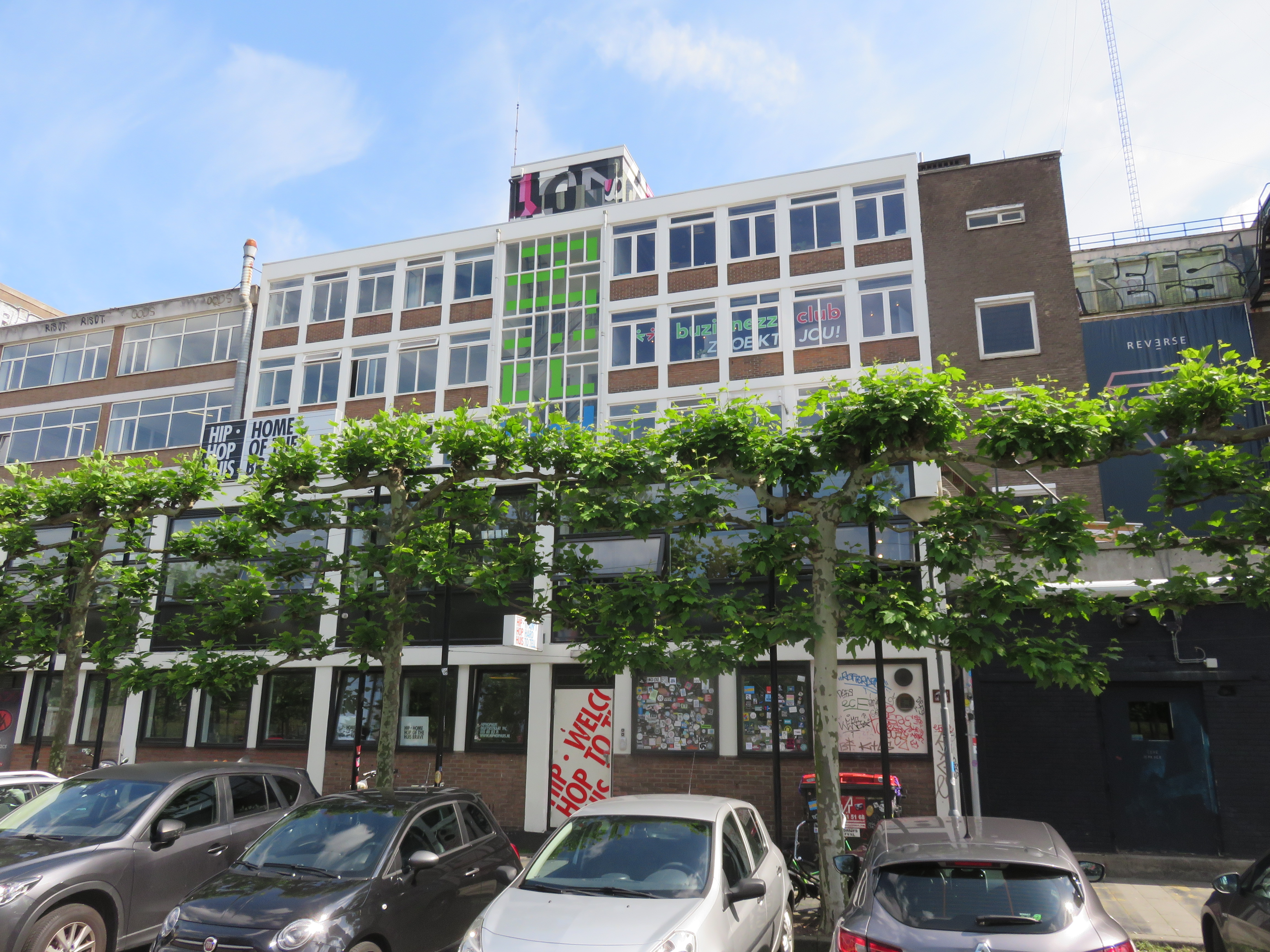
HipHopHuis, entree aan Schiestraat, 2019
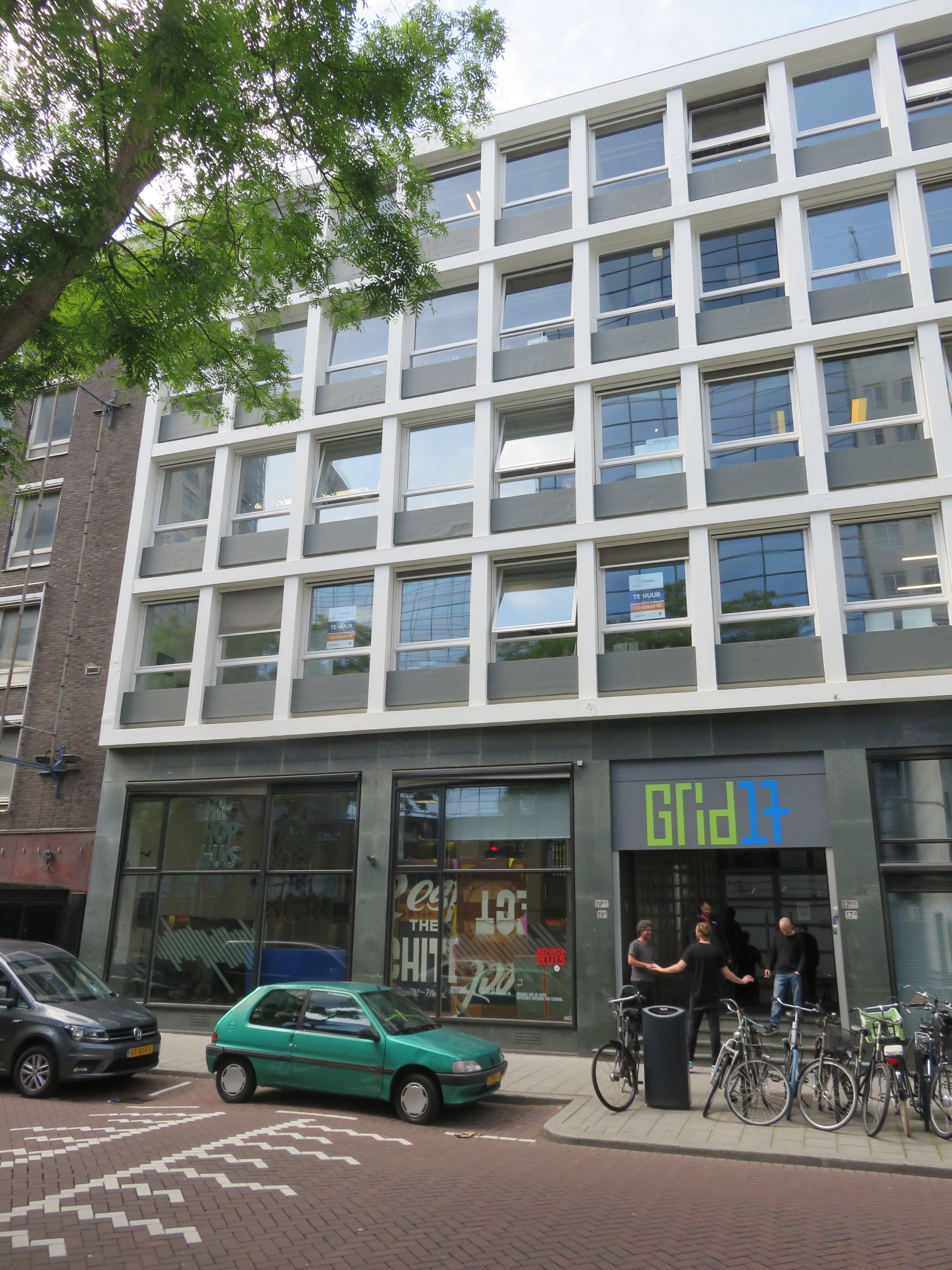
HipHopHuis, Delftsestraat 19A, Rotterdam